# Heraclitus (cráter)
Heraclitus es un cráter de impacto complejo que se encuentra en las accidentadas tierras altas del sur de la Luna. El cráter Licetus forma el extremo norte de la formación. Justo al este se halla Cuvier, y al sur aparece Lilius. Justo al oeste de Heraclitus se localiza el pequeño cráter satélite Heraclitus K, al sur del cual aparece un par de cráteres superpuestos, Lilius E y Lilius D.
|  |

Toda la formación está muy desgastada, con sus rasgos topográficos suavizados por una larga historia de impactos. Heraclitus es una formación compleja, compuesta por tres secciones divididas por una cresta interior de tres brazos. De las tres secciones, la más erosionada e irregular se encuentra en el extremo oriental, donde el borde exterior forma una cresta baja que se une a Cuvier.
El extremo suroeste del brocal circular es la sección más intacta, conformando el perfil circular del cráter satélite Heraclitus D, que está unido a las otras dos secciones a lo largo del borde noreste. Bajo los cráteres más modernos, aparece un par de antiguos cráteres palimpsestos, así como una cresta baja en el suroeste. El cráter tiene 90 kilómetros de diámetro y 3,8 kilómetros de profundidad. Puede pertenecer al periodo Pre-Ímbrico, entre 4550 y 3850 millones de años de antigüedad.
Debe su nombre al filósofo de la Grecia clásica Heráclito (siglo VI a. C.).

## Cráteres satélite
Por convención estos elementos se identifican en los mapas lunares colocando la letra en el lado del punto medio del cráter que está más cercano a Heraclitus.
|            | \| Heraclitus \| Coordenadas \| Diámetro \| \| ---------- \| --------------------------- \| -------- \| \| A \| 49°18′S 4°42′E / -49.3, 4.7 \| 6 km \| \| C \| 48°48′S 6°18′E / -48.8, 6.3 \| 7 km \| \| D \| 50°24′S 5°12′E / -50.4, 5.2 \| 52 km \| \| E \| 49°42′S 6°42′E / -49.7, 6.7 \| 7 km \| \| K \| 49°30′S 3°30′E / -49.5, 3.5 \| 17 km \| |          |
| Heraclitus | Coordenadas | Diámetro |
| A          | 49°18′S 4°42′E / -49.3, 4.7 | 6 km     |
| C          | 48°48′S 6°18′E / -48.8, 6.3 | 7 km     |
| D          | 50°24′S 5°12′E / -50.4, 5.2 | 52 km    |
| E          | 49°42′S 6°42′E / -49.7, 6.7 | 7 km     |
| K          | 49°30′S 3°30′E / -49.5, 3.5 | 17 km    |